# Etchegaray (Pelotaspieler)
Etchegaray war ein französischer Pelotaspieler. Sowohl sein Vorname als auch sämtliche anderen Daten über ihn sind unbekannt.

## Biografie
Etchegaray nahm am einzigen Pelotawettbewerb in der Olympischen Geschichte teil. Bei den Olympischen Spielen 1900 in Paris verlor er mit seinem Partner Maurice Durquetty gegen die Spanier José de Amézola und Francisco Villota.